# 254
| Calendário gregoriano                                                        | 254 CCLIV                       |
| Ab urbe condita                                                              | 1007                            |
| Calendário arménio                                                           | -298 – -297                     |
| Calendário bahá'í                                                            | -1590 – -1589                   |
| Calendário budista                                                           | 798                             |
| Calendário chinês                                                            | 2950 – 2951                     |
| Calendário copta                                                             | -30 – -29                       |
| Calendário etíope                                                            | 246 – 247                       |
| Calendários hindus - Vikram Samvat - Calendário nacional indiano - Cáli Iuga | 309 – 310 175 – 176 3354 – 3355 |
| Calendário Holoceno                                                          | 10254                           |
| Calendário islâmico                                                          | 380 BH – 378 BH                 |
| Calendário judaico                                                           | 4014 – 4015                     |
| Calendário persa                                                             | 368 BP – 367 BP                 |
| Calendário rúnico                                                            | 504                             |
| Calendário solar tailandês                                                   | 797                             |

254 (CCLIV na numeração romana) foi um ano comum do século III do Calendário Juliano, da Era de Cristo, a sua letra dominical foi A (52 semanas), teve início e fim num domingo.
| Ano completo                    |
| ------------------------------- |
| Ano comum com início ao domingo |

## Eventos
- 12 de Maio - Eleito o Papa Estêvão I, 23º papa, que sucedeu ao Papa São Lúcio I.

## Mortes
- 5 de Março - Papa Lúcio I, 22º papa.